# 宍野半
宍野 半（ししの なかば、1844年10月20日（弘化元年9月9日） - 1884年（明治17年）5月13日）は、富士講諸派を結集した教派神道の一派である扶桑教の初代管長で、扶桑教の設立に尽くした日本の宗教家、国学者。

## 生涯
薩摩国隈之城（現鹿児島県薩摩川内市隈之城町）の薩摩藩の郷士の家に生まれた。25歳で平田鐵胤に国学を学ぶ。
教部省に勤める。後に大教院の大講義も務めた。駿河国富士郡（現・富士宮市）の浅間神社（現在の富士山本宮浅間大社）の官選初代宮司、山梨県北口の浅間神社（現在の北口本宮冨士浅間神社）の社司を兼務。富士講諸派を結集し扶桑教を設立。1879年（明治12年）には神道事務局会計課長。
皇典講究所創立にも尽力し、「皇典講究所創設告文」を連名で著した。墓所は青山霊園(1ロ3-1)。